# Tekutina
Tekutina je společný název pro kapaliny a plyny (patrně i pro plazma a kvark gluonové plazma), jejichž významnou společnou vlastností je tekutost, neboli neschopnost udržet svůj stálý tvar díky snadnému vzájemnému pohybu částic. K tekutinám se většinou řadí také sypké látky, které jsou sice pevného skupenství, ale splňují kritérium tekutosti.
Tekutiny se liší od pevných látek především velkou pohyblivostí svých částic, nemají vlastní tvar a snadno se dělí. Protože tekutiny kladou malý odpor vůči silám působícím ve směru vnější normály plochy, která tekutinu omezuje, nemluvíme u tekutin o tlaku, ale o napětí.
Odpor tekutin proti změně tvaru nazýváme viskozitou, která se projevuje jen pokud není tekutina v klidu. Viskózní síla má snahu zmenšit vzájemný rozdíl rychlostí v proudící tekutině a je tudíž analogií k třecí síle, která je součástí mechaniky pevných látek.

Tekutinu, u které se neprojevují viskózní síly, nazýváme dokonalou. Jak je z názvu zřejmé, taková tekutina je pouze myšlenkový konstrukt, který nemá v reálném světě oporu. V praxi se ovšem setkáme s některými tekutinami, které mají tak malou viskozitu, že je dokonalá tekutina jejich dobrou aproximací.

Tekutiny dělíme na kapaliny a plyny. Vzájemně se liší především stlačitelností a rozpínavostí. Plyny jsou rozpínavé, kdežto kapaliny vytvářejí volnou hladinu. Kapaliny jsou stlačitelné jen nepatrně, kdežto plyny jsou stlačitelné velmi jednoduše.
Tekutiny se dělí na
- newtonské (např. voda)
- nenewtonské (např. barvy, škrobové roztoky, mléko)

podle toho, zda splňují Newtonův zákon viskozity, který říká, že odpor způsobený vnitřním třením v tekutině je přímo úměrný rychlosti toku. Studiem vlastností tekutin se zabývá rheologie.

## Ideální tekutina
Ideální (dokonalá) tekutina je taková tekutina, v níž jsou všechna smyková napětí nulová, a tenzor napětí lze vyjádřit ve tvaru
{\displaystyle \sigma _{ij}=-\delta _{ij}p\,},
kde {\displaystyle p\geq 0}. V každém bodě ideální tekutiny (tedy na všech rovinách proložených tímto bodem) je napětí čistým tlakem o velikosti {\displaystyle p}. Modul pružnosti ve smyku ideální tekutiny je nulový, tzn. {\displaystyle G=0}. Nepřítomnost smykového napětí znamená, že v ideální tekutině nepůsobí vnitřní tření.
Ideální tekutina se nebrání změně tvaru, tzn. je dokonale tekutá.
Zvláštním případem ideální tekutiny je:
- ideální kapalina
- ideální plyn

## Základní rovnice rovnováhy tekutin
Základní rovnice rovnováhy tekutin je fyzikální rovnice popisující rovnovážný stav v tekutině. Běžný její zápis je {\displaystyle -{\frac {\partial p}{\partial {x_{i}}}}+F_{i}=0}.
Následuje její postup odvození.

### Postup odvození
Předpokládejme, že se ideální tekutina pohybuje tak, že jedna vrstva molekul pomalu
klouže po druhé vrstvě.

Vyjděme z rovnice rovnováhy elastického kontinua
{\displaystyle F_{i}+{\frac {\partial \tau _{ji}}{\partial x_{j}}}=0} (rovnice 1)
, kde {\displaystyle F_{i}} jsou složky síly a {\displaystyle \tau _{ji}} jsou složky tenzoru napětí, pro které platí {\displaystyle \tau _{ji}=\tau _{ij}}.

Dokonalá tekutina neodporuje změnám tvaru a proto jsou tečná napětí nulová, tedy {\displaystyle \tau _{12}=\tau _{23}=\tau _{31}=0}
Rovnici {\displaystyle \tau _{ji}=0\ (i\neq j)} (2) tedy můžeme považovat za deﬁniční rovnici tekutiny v rovnováze. Protože tato rovnice platí pro libovolnou kartézskou soustavu souřadnic, jsou její osy hlavními osami tenzoru napětí a tenzorová plocha je v tomto případě kulová. Proto jsou si normálová napětí rovna {\displaystyle \tau _{11}=\tau _{22}=\tau _{33}}

Položíme-li {\displaystyle \tau _{11}=\tau _{22}=\tau _{33}=-p}, kde p je tlak, pak musí platit {\displaystyle \tau _{ij}=-{\delta _{ij}\cdot p}}.

Po dosazení (2) do (1) dostaneme základní hydrostatickou rovnici {\displaystyle -{\frac {\partial p}{\partial {x_{i}}}}+F_{i}=0} nebo vektorově {\displaystyle -{\nabla p}+F=0}

Poslední rovnice je nutná a postačující podmínka rovnováhy tekutiny. Úplný diferenciál tlaku p, který je funkcí souřadnic xi, vychází ze základní hydrostatické rovnice {\displaystyle \mathrm {d} p={\frac {\partial p}{\partial x_{i}}}\cdot \mathrm {d} x_{i}=F_{i}\cdot \mathrm {d} x_{i}}

U stlačitelných tekutin závisí hustota ρ na stavu kontinua, nevztahujeme proto vnější síly na jednotku objemu, nýbrž na jednotku hmotnosti. Objemovou sílu vztaženou na jednotku hmotnosti budeme značit G, její složky Gi, tedy {\displaystyle F_{i}=\rho \cdot G_{i}}.
Rovnici rovnováhy tekutin můžeme přepsat takto {\displaystyle -{{\frac {1}{\rho }}\,{\frac {\partial p}{\partial x_{ii}}}}+G_{i}=0} nebo vektorově {\displaystyle -{{\frac {1}{\rho }}\,\nabla {p}}+G=0}

#### Poznámka
U tekutin, které jsou v rovnováze, se neuplatňují viskózní síly. Takže zde uvedené rovnice se vztahují jak na ideální tak na viskózní tekutiny.